# Suceveni (okręg Vaslui)
Suceveni – wieś w Rumunii, w okręgu Vaslui, w gminie Bogdana. W 2011 roku liczyła 219 mieszkańców.